# Герб Глухівського району
Герб Глу́хівського райо́ну — офіційний символ Глухівського району Сумської області, затверджений 25 лютого 2004 року на п'ятнадцятій (позачерговій) сесії Глухівської районної ради і виконаний за мотивами міського герба Глухова.

## Опис
Щит чотиричасний, поділений лазуровими лініями. На першій лазуровий частині золота надворотна церква монастиря «Глинська пустинь»; на другій золотій червоний прапор; на третій срібній дві золоті булави в косий хрест; на четвертій зеленій — три золоті колоски. На срібній главі золотий напис «Глухівський район».